# Eduardsthal

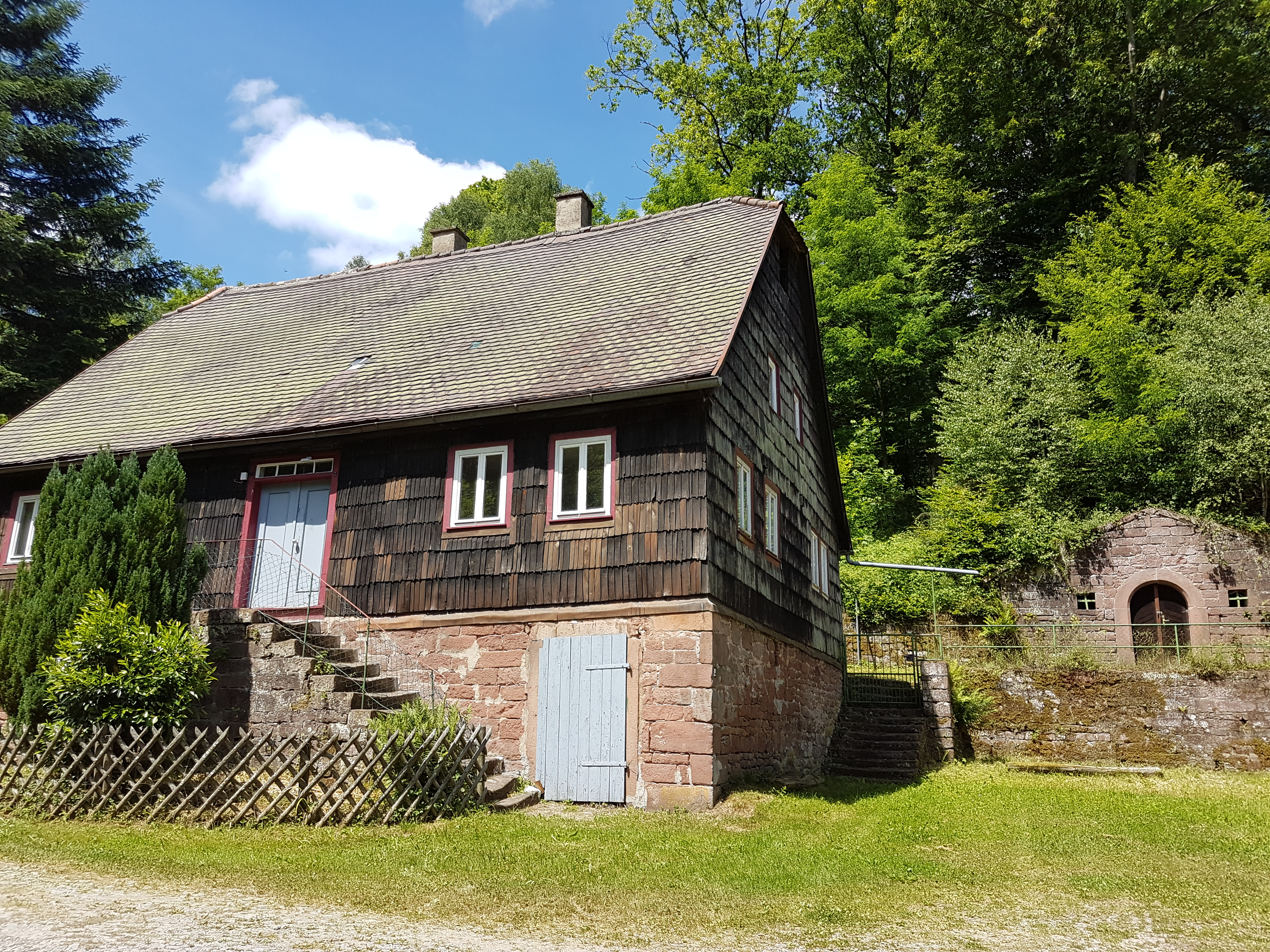
Forsthaus Eduardsthal 2017

Eduardsthal ist ein einsam gelegenes Forsthaus im Forst der Fürsten von Leiningen. Zugleich war Eduardsthal bis 1953 eine selbständige Gemarkung im Landkreis Erbach.

## Geographische Lage
Das Forsthaus liegt im südöstlichsten Teil Hessens auf 370,3 m ü. NHN im badisch-hessischen Grenzgebiet in der Gemarkung Kailbach der Stadt Oberzent im Odenwaldkreis an der Stelle, wo sich zwei Bäche zum Galmbach vereinigen, der wiederum oberhalb von Kailbach in den Itterbach mündet. 
Ausgehend von der Annahme, dass die selbständige Gemarkung Eduardsthal die östlich der Kammlinie des Schildenberg (552,3 m ü. NN) gelegenen Fluren 4 bis 8 der heutigen Gemarkung Kailbach umfasste, hatte die selbständige Gemarkung Eduardsthal eine Fläche von etwa 3,9 Quadratkilometer. Es handelt sich, mit Ausnahme einer rund acht Hektar großen Forstwiese im Talgrund am Forsthaus, um ein geschlossenes Waldgebiet, das sich jenseits der Grenzen von Eduardsthal in alle Richtungen weiter fortsetzt.

## Geschichte
Das Forsthaus ist der letzte Rest des in der Mitte des 19. Jahrhunderts aufgegebenen und vom Fürstenhaus Leiningen aufgekauften Dorfes Galmbach. Nach 1800 brachten Missernten die Bewohner von Galmbach in Not. In dieser Zeit war das fürstliche Haus Leiningen bestrebt, durch Aufkaufen der Gemarkung Galmbach den leiningischen Wildpark abzurunden. In der Zeit von 1832 bis 1836 konnte die leiningische Verwaltung das gesamte Land der Bewohner erwerben. Was an Gebäuden geeignet war, blieb erhalten. Der Rest wurde auf Abbruch versteigert oder verfiel. Nur ein Haus blieb für die leiningischen Forstbediensteten übrig und ist heute als Wochenendhaus verpachtet. Das Dorf Galmbach wurde aufgelöst und nach dem Sohn des Leininger Fürsten Karl in Eduardsthal umbenannt. Der zweite Sohn Ernst gab der ebenfalls in dieser Zeit verlassenen Gemeinde Neubrunn nördlich von Galmbach den heute bekannten Namen Ernsttal. 
Als die Gemeinde Galmbach 1836 aufgelöst wurde, trat der Fürst von Leiningen die Rechtsnachfolge an mit der an ihrer Stelle geschaffenen selbständigen Gemarkung Eduardsthal. Diese wiederum hatte Bestand bis zum 31. März 1953. Mit Wirkung ab 1. April wurde sie durch Beschluss der hessischen Landesregierung zugleich mit einer Reihe anderer selbständiger Gemarkungen aufgelöst. Sie wurde in die Gemeinde Kailbach jenseits eingemeindet. Dieser hinsichtlich der Kreisumlage rechtlich offenbar unzureichende Kabinettsbeschluss wurde durch das Gesetz über die Eingemeindung gemeindefreier Grundstücke im Regierungsbezirk Darmstadt vom 4. Juli 1966 (GVBl. I S. 177) rückwirkend bestätigt.

## Verkehr

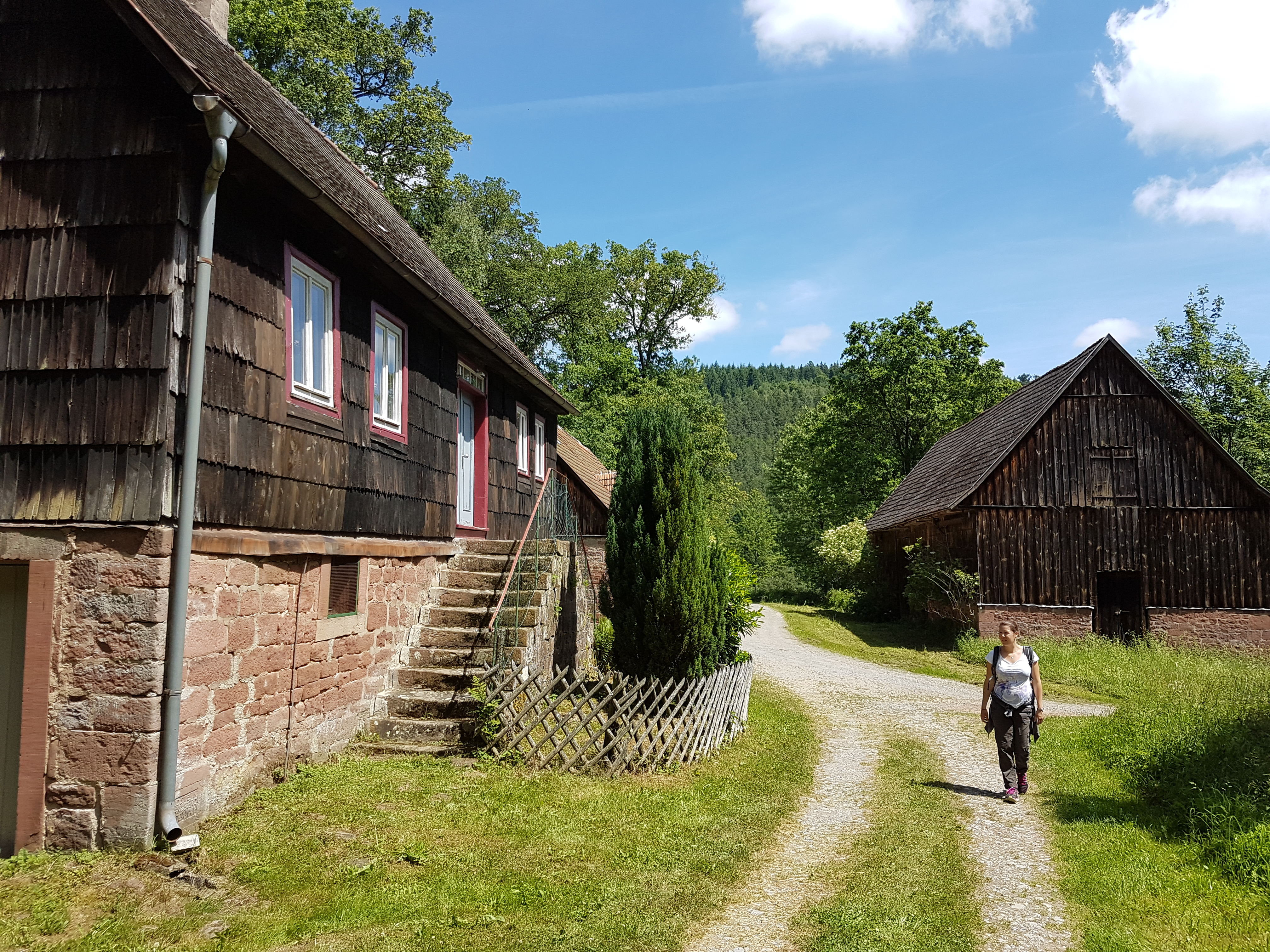
Forsthaus Eduardsthal mit Nebengebäuden, Blick von Südwesten.

Die nächstgelegene öffentliche Straße ist die Landesstraße L 2311, die unter gleichbleibender Nummer durch drei Bundesländer führt, vom Neckar bei Eberbach ausgehend über das hessische Kailbach und das untere Galmbachtal wieder zurück nach Baden wechselt, um hinter Ernsttal Bayern zu erreichen, wo sie über Kirchzell führt und in Amorbach endet. Die L 2311 überquert den Galmbach auf der Drehplatzbrücke (299,5 m ü. NN), um ihn nach Norden durch den badischen Wassergrund, das größte Seitental des Galmbachs, zwischen Sachsenberg (499,3 m ü. NN) und Kinzert (553,2 m ü. NN) eingeschnitten, zu verlassen. Vor der Brücke zweigt der Hauptweg zum Forsthaus Eduardsthal durch das einsam gelegene obere Galmbachtal ab. Das Tal mit dem Forsthaus liegt am Wanderweg „weißes Quadrat“ (HW 30 des Odenwaldklubs) zwischen Kailbach und Waldauerbach, etwa eine gute Wander-Stunde von Kailbach entfernt.